# 森山直太朗
森山 直太朗（もりやま なおたろう、1976年〈昭和51年〉4月23日 - ）は、日本の男性シンガーソングライター、俳優。セツナインターナショナル所属。身長172cm。東京都渋谷区出身。成城大学卒業。血液型はB型。
作詞は、ほとんどの楽曲を御徒町凧と共作している。2005年からは作曲も共作となっている。
妻はピアニストの平井真美子。母は森山良子、父はジェームス滝。異父姉にマネージャーの森山奈歩。義兄（姉の夫）におぎやはぎの小木博明がいる。ティーブ・釜萢は義大伯父（大伯母の夫）で、その息子のかまやつひろしは従伯父で、その息子のTAROかまやつは再従兄にあたる。

## 概略
- 大学在学中から、吉祥寺の井の頭公園などでギターを抱えて歌うようになる。
- 2003年12月31日、『第54回NHK紅白歌合戦』（NHK総合・ラジオ第1、#NHK紅白歌合戦出場歴参照）に『さくら（独唱）』で初出場を果たす。
- 2004年、『生きとし生ける物へ』が4月19日から放送されたフジテレビ系ドラマ『愛し君へ』の主題歌となる。
- 2004年11月より『ポンキッキーズ21』（フジテレビ）内のショートアニメ『シトラスタウン』で声優初挑戦（母の森山良子とも共演）。
- 2005年3月に開幕した愛知万博の開会式テーマソングの「マザーアース」を森山良子に提供。
- 2005年4月1日より2007年9月27日まで『OH! MY RADIO』（J-WAVE）のナビゲーターを務める。
- 2005年12月31日、『第56回NHK紅白歌合戦』（NHK総合・ラジオ第1）に「風花」で2度目の出場を果たす。母の「さとうきび畑」での番組史上初親子共演が話題となる。
- 平成18年度第73回NHK全国学校音楽コンクール中学校の部の課題曲「虹」を御徒町凧と共に作詞作曲（後にアルバムの初回限定版にセルフカヴァーを収録）。
- 2007年5月1日、ファンクラブ「直ちゃん倶楽部」を「N.C.R（直ちゃん倶楽部リターンズ）」に改名。
- 2008年12月『第50回日本レコード大賞』（TBSテレビ・ラジオ）にて「生きてることが辛いなら」が作詞賞を受賞。
- 2010年1月9日公開の映画『真幸くあらば』にテーマ曲「真幸くあらば」、エンディング曲「僕らは死んでゆくのだけれど」を楽曲提供するだけでなく、音楽監督として参加し、映画全体の音楽を監修している。監督は御徒町凧。
- 2015年9月2日に、綾小路翔とユニット「綾小路翔と森山直太朗」でCDデビュー[3]。
- 2015年10月から半年間の「活動小休止」[4]。10月2日、東京・渋谷区で追突事故を起こしていたことが判明[5]。
- 2016年4月20日、活動再開を発表[6]。4月23日、『バナナマンのバナナムーンGOLD』（TBSラジオ）でメディア出演を再開。
- 2018年5月17日、作曲家・ピアニストとして活動している平井真美子と結婚したことが明らかになった[2]。

### エピソード
- 名前の由来は「素直で太く朗らか」から。
- 高校時代はサッカー部に所属していた[7]。サッカーが上手く、プロを目指していた程。そのため、歌手になる事は学生時代に考えたことがなかった[8]。
- サッカー好きが高じて、2012年に当時FCバルセロナに所属していた元スペイン代表のアンドレス・イニエスタをテーマにした「そしてイニエスタ」という曲を作った。2018年にそのイニエスタがヴィッセル神戸に入団することになり、この曲が話題となった。
- デビュー当時、忙しすぎて自分の曲がヒットしていることを知らなかったことがあった。
- 2003年4月18日、ミュージックステーション（テレビ朝日）に初登場して「さくら（独唱）」を披露したが、出演予定だったt.A.T.u.が直前に出演をキャンセルしたための代役だった[9]。

## ディスコグラフィー

### シングル
| #                           | 発売日                                              | タイトル                               | 形態                           | 規格品番                    | オリコン記録                | オリコン記録                | 収録アルバム                         |
| #                           | 発売日                                              | タイトル                               | 形態                           | 規格品番                    | 最高位                      | 登場回数                    | 収録アルバム                         |
| インディーズ（直太朗 名義） | インディーズ（直太朗 名義）                         | インディーズ（直太朗 名義）            | インディーズ（直太朗 名義）    | インディーズ（直太朗 名義） | インディーズ（直太朗 名義） | インディーズ（直太朗 名義） | インディーズ（直太朗 名義）          |
| --------------------------- | --------------------------------------------------- | -------------------------------------- | ------------------------------ | --------------------------- | --------------------------- | --------------------------- | ------------------------------------ |
| 1st                         | 2001年11月10日                                      | ワスレモノ                             | CD                             | CJNR-3                      | —                           | —                           | アルバム未収録                       |
| メジャー（森山直太朗 名義） |                                                     |                                        |                                |                             |                             |                             |                                      |
| 1st                         | 2002年11月27日                                      | 星屑のセレナーデ                       | CD                             | UPCH-5144                   | 187位                       | 1回                         | 傑作撰 2001-2005                     |
| 2nd                         | 2003年3月5日                                        | さくら（独唱）                         | CD                             | UPCH-5166                   | 1位                         | 133回                       | 乾いた唄は魚の餌にちょうどいい       |
| 3rd                         | 2003年8月20日                                       | 夏の終わり                             | CD+DVD                         | UPCH-9122 （初回限定盤）    | 6位                         | 19回                        | いくつもの川を越えて生まれた言葉たち |
| 3rd                         | 2003年8月20日                                       | 夏の終わり                             | CD                             | UPCH-5213 （通常盤）        | 6位                         | 19回                        | いくつもの川を越えて生まれた言葉たち |
| 4th                         | 2004年1月10日                                       | 太陽/声                                | CD                             | UPCH-5228                   | 5位                         | 13回                        | 新たなる香辛料を求めて               |
| 5th                         | 2004年3月17日                                       | 生きとし生ける物へ                     | CD                             | UPCH-5235                   | 9位                         | 13回                        | 新たなる香辛料を求めて               |
| 6th                         | 2004年8月4日                                        | 今が人生〜飛翔編〜                     | CD                             | UPCH-9150                   | 20位                        | 6回                         | 新たなる香辛料を求めて               |
| 7th                         | 2005年2月23日                                       | 時の行方〜序・春の空〜                 | CD                             | UPCH-5293                   | 15位                        | 10回                        | 傑作撰 2001～2005                    |
| 8th                         | 2005年6月15日                                       | 小さな恋の夕間暮れ                     | CD                             | UPCH-5316                   | 10位                        | 6回                         | 大傑作撰                             |
| 9th                         | 2005年11月16日                                      | 風花                                   | CD                             | UPCH-5346                   | 10位                        | 20回                        | 風待ち交差点                         |
| 配信                        | 2005年12月14日                                      | 12月                                   | 音楽配信                       |                             | 対象外                      | 対象外                      | 大傑作撰                             |
| 10th                        | 2006年3月1日                                        | 君は五番目の季節                       | CD+DVD                         | UPCH-9226 （初回限定盤）    | 13位                        | 7回                         | 風待ち交差点                         |
| 10th                        | 2006年3月1日                                        | 君は五番目の季節                       | CD                             | UPCH-5379 （通常盤）        | 13位                        | 7回                         | 風待ち交差点                         |
| 11th                        | 2006年9月13日                                       | 風になって                             | CD                             | UPCH-5410                   | 18位                        | 3回                         | 風待ち交差点                         |
| 12th                        | 2006年10月25日                                      | 恋しくて/夢みたい〜だから雲に憧れた〜  | CD                             | UPCH-5427                   | 27位                        | 4回                         | 風待ち交差点                         |
| 13th                        | 2007年5月9日                                        | 未来〜風の強い午後に生まれたソネット〜 | CD+DVD                         | UPCH-89003 （初回限定盤）   | 14位                        | 5回                         | 諸君!!                               |
| 13th                        | 2007年5月9日                                        | 未来〜風の強い午後に生まれたソネット〜 | CD                             | UPCH-80017 （通常盤）       | 14位                        | 5回                         | 諸君!!                               |
| 14th                        | 2007年8月8日                                        | 太陽のにほひ                           | CD+DVD                         | UPCH-89011 （初回限定盤）   | 25位                        | 3回                         | 諸君!!                               |
| 14th                        | 2007年8月8日                                        | 太陽のにほひ                           | CD                             | UPCH-80031 （通常盤）       | 25位                        | 3回                         | 諸君!!                               |
| 15th                        | 2008年1月30日                                       | スノウドロップ                         | CD+DVD                         | UPCH-89018 （初回限定盤）   | 13位                        | 4回                         | 諸君!!                               |
| 15th                        | 2008年1月30日                                       | スノウドロップ                         | CD                             | UPCH-80056 （通常盤）       | 13位                        | 4回                         | 諸君!!                               |
| 16th                        | 2008年8月27日                                       | 生きてることが辛いなら                 | CD                             | UPCH-80088                  | 23位                        | 14回                        | あらゆるものの真ん中で               |
| 17th                        | 2009年10月21日                                      | 涙                                     | CD+DVD                         | UPCH-89063 （初回限定盤）   | 12位                        | 3回                         | あらゆるものの真ん中で               |
| 17th                        | 2009年10月21日                                      | 涙                                     | CD                             | UPCH-80151 （通常盤）       | 12位                        | 3回                         | あらゆるものの真ん中で               |
| 18th                        | 2010年9月29日                                       | 花鳥風月/言葉にすれば                  | CD                             | UPCH-80202                  | 31位                        | 3回                         | あらゆるものの真ん中で               |
| 19th                        | 2013年3月27日                                       | 日々                                   | CD                             | UPCH-80315                  | 46位                        | 3回                         | とある物語                           |
| 20th                        | 2014年8月13日                                       | 若者たち                               | CD                             | UPCH-80371                  | 25位                        | 6回                         | 黄金の心                             |
| 配信                        | 2014年10月15日                                      | 五線譜を飛行機にして                   | 音楽配信                       |                             | 対象外                      | 対象外                      | 黄金の心                             |
| 21st                        | 2015年9月9日                                        | 生きる（って言い切る）                 | CD                             | UPCH-80412                  | 30位                        | 2回                         | 嗚呼                                 |
| 配信                        | 2016年12月7日                                       | みんなおんなじ                         | 音楽配信                       |                             | 対象外                      | 対象外                      | 822                                  |
| 配信                        | 2017年6月7日                                        | 罪の味                                 | 音楽配信                       |                             | 対象外                      | 対象外                      | 822                                  |
|                             | 2017年6月21日                                       | 絶対、大丈夫                           | DLコード付お守り               | PRON-6018                   | 対象外                      | 対象外                      | 822                                  |
| 配信                        | 2018年3月21日                                       | 糧                                     | 音楽配信                       |                             | 対象外                      | 対象外                      | 822                                  |
| 配信                        | 2018年6月6日                                        | 人間の森                               | 音楽配信                       |                             | 対象外                      | 対象外                      | 822                                  |
| 配信                        | 2019年10月30日                                      | さくら（二〇一九）                     | 音楽配信                       |                             | 対象外                      | 対象外                      | 素晴らしい世界                       |
| 配信                        | 2020年1月24日                                       | ありがとうはこっちの言葉（TV version） | 音楽配信                       |                             | 対象外                      | 対象外                      | 素晴らしい世界                       |
| 配信                        | 2020年3月6日                                        | ありがとうはこっちの言葉               | 音楽配信                       |                             | 対象外                      | 対象外                      | 素晴らしい世界                       |
| 配信                        | 2020年5月29日                                       | 最悪な春（弾き語り）                   | 音楽配信                       |                             | 対象外                      | 対象外                      | 素晴らしい世界                       |
| 配信                        | 2020年7月17日                                       | すぐそこにNEW DAYS                     | 音楽配信                       |                             | 対象外                      | 対象外                      | 素晴らしい世界                       |
| 配信                        | 2020年10月7日                                       | 落日                                   | 音楽配信                       |                             | 対象外                      | 対象外                      | 素晴らしい世界                       |
| 配信                        | 2021年2月10日                                       | さくら（二〇二〇合唱）                 | 音楽配信                       |                             | 対象外                      | 対象外                      | 素晴らしい世界                       |
| 22nd                        | 2021年3月17日                                       | さくら（二〇二〇合唱）/最悪な春        | CD+DVD （初回限定盤）          | UICZ-9180                   | 10位                        | 7回                         | 素晴らしい世界                       |
| 22nd                        | 2021年3月17日                                       | さくら（二〇二〇合唱）/最悪な春        | CD（通常盤）                   | UICZ-5150                   | 10位                        | 7回                         | 素晴らしい世界                       |
| 22nd                        | 2021年3月17日                                       | さくら（二〇二〇合唱）/最悪な春        | CD+DVD+マスク                  | D2CT-1275                   | 10位                        | 7回                         | 素晴らしい世界                       |
| 配信                        |                                                     |                                        |                                |                             |                             |                             | 素晴らしい世界                       |
| 2021年9月29日               | 遠くへ行きたい                                      | 音楽配信                               |                                | 対象外                      | 対象外                      | アルバム未収録              |                                      |
| 2021年10月27日              | カク云ウボクモ                                      | 音楽配信                               |                                | 対象外                      | 対象外                      | 素晴らしい世界              |                                      |
| 2021年11月24日              | それは白くて柔らかい                                | 音楽配信                               |                                | 対象外                      | 対象外                      | 素晴らしい世界              |                                      |
| 2022年2月14日               | 愛してるって言ってみな                              | 音楽配信                               |                                | 対象外                      | 対象外                      | 素晴らしい世界              |                                      |
| 2022年8月10日               | 茜                                                  | 音楽配信                               |                                | 対象外                      | 対象外                      |                             |                                      |
| 2023年3月1日                | さもありなん                                        | 音楽配信                               |                                | 対象外                      | 対象外                      | 原画I                       |                                      |
| 2024年1月31日               | ロマンティーク feat. 内田也哉子, ハナレグミ, OLAibi | 音楽配信                               |                                | 対象外                      | 対象外                      |                             |                                      |
| アナログ盤                  | ロマンティーク feat. 内田也哉子, ハナレグミ, OLAibi | 2024年2月28日                          | 12インチ・アナログ・レコード盤 | 対象外                      | 対象外                      |                             |                                      |

### コラボレーション・シングル
| 発売日       | タイトル                                 | 形態 | 規格品番   | オリコン記録 | オリコン記録 | 収録アルバム   |
| 発売日       | タイトル                                 | 形態 | 規格品番   | 最高位       | 登場回数     | 収録アルバム   |
| ------------ | ---------------------------------------- | ---- | ---------- | ------------ | ------------ | -------------- |
| 2015年9月2日 | ライバルズ （綾小路翔と森山直太朗 名義） | CD   | AVCD-83358 | 30位         | 2回          | アルバム未収録 |

### アルバム

#### フル・アルバム
| #          | 発売日         | タイトル               | 形態          | 規格品番                                              | オリコン記録 | オリコン記録 |
| #          | 発売日         | タイトル               | 形態          | 規格品番                                              | 最高位       | 登場回数     |
| ---------- | -------------- | ---------------------- | ------------- | ----------------------------------------------------- | ------------ | ------------ |
| 1st        | 2004年5月26日  | 新たなる香辛料を求めて | CD            | UPCH-1347                                             | 1位          | 19回         |
| 1st        | 2013年4月24日  | 新たなる香辛料を求めて | SHM-CD        | UPCH-29136                                            | —            | —            |
| 2nd        | 2006年11月29日 | 風待ち交差点           | 2CD           | UPCH-9272 （初回限定盤）                              | 19位         | 8回          |
| 2nd        | 2006年11月29日 | 風待ち交差点           | CD            | UPCH-1524 （通常盤）                                  | 19位         | 8回          |
| 2nd        | 2007年3月30日  | 風待ち交差点           | CD+DVD        | UPCH-29002 （スペシャル・エディション）               | 19位         | 8回          |
| 2nd        | 2013年4月24日  | 風待ち交差点           | SHM-CD        | UPCH-29138                                            | —            | —            |
| 3rd        | 2008年3月5日   | 諸君!!                 | CD+DVD        | UPCH-29009 （初回限定盤）                             | 15位         | 10回         |
| 3rd        | 2008年3月5日   | 諸君!!                 | CD            | UPCH-20078 （通常盤）                                 | 15位         | 10回         |
| 3rd        | 2013年4月24日  | 諸君!!                 | SHM-CD        | UPCH-29139                                            | —            | —            |
| 4th        | 2010年6月9日   | あらゆるものの真ん中で | CD            | UPCH-20199                                            | 11位         | 7回          |
| 4th        | 2013年4月24日  | あらゆるものの真ん中で | SHM-CD        | UPCH-29140                                            | —            | —            |
| コンセプト | 2010年12月15日 | レア・トラックス vol.1 | CD            | UPCH-20223                                            | 36位         | 2回          |
| コンセプト | 2013年4月24日  | レア・トラックス vol.1 | SHM-CD        | UPCH-29141                                            | —            | —            |
| 5th        | 2012年4月11日  | 素敵なサムシング       | CD            | UPCH-20272                                            | 11位         | 7回          |
| 5th        | 2013年4月24日  | 素敵なサムシング       | SHM-CD        | UPCH-29142                                            | —            | —            |
| 6th        | 2013年4月24日  | とある物語             | CD+2DVD       | UPCH-29135 （初回限定盤）                             | 26位         | 3回          |
| 6th        | 2013年4月24日  | とある物語             | CD            | UPCH-20314 （通常盤）                                 | 26位         | 3回          |
| 7th        | 2013年12月11日 | 自由の限界             | CD            | UPCH-20335                                            | 25位         | 3回          |
| 8th        | 2014年11月19日 | 黄金の心               | CD            | UPCH-20372                                            | 25位         | 5回          |
| 9th        | 2016年6月1日   | 嗚呼                   | CD+DVD        | UPCH-29221 （初回限定盤）                             | 13位         | 5回          |
| 9th        | 2016年6月1日   | 嗚呼                   | CD            | UPCH-20421 （通常盤）                                 | 13位         | 5回          |
| 10th       | 2018年8月22日  | 822                    | CD+DVD        | UPCH-29302 （初回限定盤）                             | 9位          | 6回          |
| 10th       | 2018年8月22日  | 822                    | CD            | UPCH-20491 （通常盤）                                 | 9位          | 6回          |
| 11th       | 2022年3月16日  | 素晴らしい世界         | CD+詩歌集+DVD | D2CT-173 （ファンクラブ限定盤）                       | —            | —            |
| 11th       | 2022年3月16日  | 素晴らしい世界         | CD+詩歌集     | UICZ-9207 （初回限定盤）                              | —            | —            |
| 11th       | 2022年3月16日  | 素晴らしい世界         | CD            | UICZ-9213 （通常盤・初回プレス） UICZ-4598 （通常盤） | 13位         | 8回          |

#### コア・アルバム
| #                           | 発売日                      | タイトル                             | 形態                        | 規格品番                    | オリコン記録                | オリコン記録                |
| #                           | 発売日                      | タイトル                             | 形態                        | 規格品番                    | 最高位                      | 登場回数                    |
| インディーズ（直太朗 名義） | インディーズ（直太朗 名義） | インディーズ（直太朗 名義）          | インディーズ（直太朗 名義） | インディーズ（直太朗 名義） | インディーズ（直太朗 名義） | インディーズ（直太朗 名義） |
| --------------------------- | --------------------------- | ------------------------------------ | --------------------------- | --------------------------- | --------------------------- | --------------------------- |
| 1st                         | 2001年3月7日                | 直太朗                               | CD                          | CJNR-0002                   | —                           | —                           |
| メジャー (森山直太朗 名義)  |                             |                                      |                             |                             |                             |                             |
| 1st                         | 2002年10月2日               | 乾いた唄は魚の餌にちょうどいい       | CD                          | UPCH-1173                   | 18位                        | 65回                        |
| 2nd                         | 2003年6月18日               | いくつもの川を越えて生まれた言葉たち | CD+DVD                      | UPCH-9060 （初回限定盤）    | 3位                         | 34回                        |
| 2nd                         | 2003年6月18日               | いくつもの川を越えて生まれた言葉たち | CD                          | UPCH-1271 （通常盤）        | 3位                         | 34回                        |

#### ベスト・アルバム
| #   | 発売日        | タイトル          | 形態           | 規格品番                  | オリコン記録 | オリコン記録 |
| #   | 発売日        | タイトル          | 形態           | 規格品番                  | 最高位       | 登場回数     |
| --- | ------------- | ----------------- | -------------- | ------------------------- | ------------ | ------------ |
| 1st | 2005年6月15日 | 傑作撰 2001〜2005 | 2CD            | UPCH-9181 （初回限定盤）  | 3位          | 44回         |
| 1st | 2005年6月15日 | 傑作撰 2001〜2005 | CD             | UPCH-1410 （通常盤）      | 3位          | 44回         |
| 1st | 2013年4月24日 | 傑作撰 2001〜2005 | SHM-CD         | UPCH-29137                | —            | —            |
| 2nd | 2016年9月21日 | 大傑作撰          | 2CD+DVD        | UPCH-29225 （初回限定盤） | 4位          | 29回         |
| 2nd | 2016年9月21日 | 大傑作撰          | CD             | UPCH-20426 （通常盤）     | 4位          | 29回         |
| 3rd | 2023年1月17日 | 原画 I            | CD（会場限定） |                           | 対象外       | 対象外       |
| 4th | 2023年1月17日 | 原画 Ⅱ            | CD（会場限定） |                           | 対象外       | 対象外       |

### 参加CD
1. 『歌鬼 (GA-KI) 〜阿久悠トリビュート〜』（2008年7月30日）
2. 『さだまさしトリビュート さだのうた』（2008年10月22日）
3. 『The Light feat.Kj from Dragon Ash,森山直太朗,PES from RIP SLYME』Miss Monday（2009年1月28日）
4. 『1939 MONSIEUR（サンキュー ムッシュ）』（2009年2月18日）

## 楽曲提供
- 森山良子
  - 「マザーアース」（2005年7月20日）
作詞：御徒町凧 / 作曲：森山直太朗 / 編曲：渡辺俊幸
  - 「今」（2016年4月6日）
作詞・作曲：森山直太朗、御徒町凧 / 編曲：武部聡志
- NHK全国学校音楽コンクール
  - 「虹」（2006年）
作詞：御徒町凧、森山直太朗 / 作曲：森山直太朗 / 編曲：信長貴富
※平成18年度NHK全国学校音楽コンクール中学校の部課題曲
- 中孝介
  - 「花」（2007年4月11日）
作詞：御徒町凧 / 作曲：森山直太朗 / 編曲：河野伸
- 20th Century（井ノ原快彦）
  - 「遠いところまで」（2010年3月31日）
作詞：御徒町凧 / 作曲・編曲：森山直太朗
- 20th Century
  - 「カノトイハナサガモノラ」（2020年3月18日）
作詞：御徒町凧 / 作曲：森山直太朗 / 編曲：河野圭
  - 「グッドラックベイビー」（2021年9月4日）
作詞：御徒町凧 / 作曲：森山直太朗 / 編曲：櫻井大介
- 土岐麻子
  - 「鎌倉」（2010年5月26日）
作詞：御徒町凧、土岐麻子 / 作曲：森山直太朗 / 編曲：高田漣
- 赤えんぴつ[注釈 1]
  - 「こいのぼり」（2011年）
作詞・作曲：森山直太朗
※CDなどの音源化はされていないが、バナナマンのライブDVD「emerald music」にて、赤えんぴつの歌唱シーンが収録されている。
- 石川さゆり
  - 「空を見上げるとき」（2014年4月23日）
作詞：御徒町凧 / 作曲：森山直太朗 / 編曲：倉田信雄
  - 「永久にFOREVER」（2014年4月23日）
作詞・作曲：森山直太朗、御徒町凧 / 編曲：倉田信雄
- SMAP
  - 「One Chance!」（2014年9月3日）
作詞・作曲：森山直太朗、御徒町凧 / 編曲：清水俊也
※木村拓哉のソロ曲
- 氣志團
  - 「バームクーヘン」（2017年8月9日）
作詞：御徒町凧、森山直太朗 / 作曲：森山直太朗 / 編曲：木内健
- 大竹しのぶ
  - 「しのぶ」（2017年11月22日）
作詞・作曲：御徒町凧、森山直太朗 / 編曲：河野圭
- 木村拓哉
  - 「ローリングストーン」（2020年1月8日）
作詞：御徒町凧 / 作曲：森山直太朗 / 編曲：小名川高弘
- AI
  - 「アルデバラン」（2021年11月1日）
作詞・作曲：森山直太朗 / 編曲：斎藤ネコ
- 半崎美子
  - 「蜉蝣のうた」（2022年4月6日）
作詞・作曲：森山直太朗 / 編曲：武部聡志
- Little Glee Monster
  - 「生きなくちゃ」（2022年6月8日）
作詞：御徒町凧 / 作曲：森山直太朗 / 編曲：Carlos K.

## ライブ
- キャラメル通りの配達夫（2003年）
- コアライブツアー『笑えない冗談』（2004年1月16日 - 4月10日 19会場20公演）
- スターツアー2004『地球はたぶん球体じゃない』（2004年6月3日 - 7月29日 24会場25公演）
- 学園祭ツアー2004『カレーライスが不意に食べたくなったんだ』（2004年10月23日 - 11月20日 6会場6公演）
- 劇場公演『森の人』（2005年2月2日 - 2月17日 2会場13公演）
- コンサートツアー2005『君は五番目の季節』（2005年7月3日 - 9月15日 31会場35公演）
  - その後、「コンサートツアー2005〜2006『君は五番目の季節』追加公演」（2005年12月20日 - 2006年3月29日 28会場28公演）を開催。通常公演と追加公演を合わせると計59会場63公演にも上り、直太朗史上最大のライブツアーとなった。
- ファンクラブツアー2007『さよなら直ちゃん倶楽部〜おならじゃないのZeppなの〜』（2007年1月12日 - 1月14日 2会場2公演）
- ワールドツアー2007『全ての柔らかいモノのために』（2007年2月10日 - 6月20日 43会場46公演）
  - 最終公演は台湾の「台北インターナショナルコンベンションセンター」でおこなった。
- 楽天世界遺産劇場『姫路城Special Concert』（2007年11月12日）
- コンサートツアー2008『諸君!?』（2008年4月12日 - 7月24日 30会場35公演）
  - 本公演の最終を沖縄で敢行。その後7月23日、24日に東京渋谷「C.C.Lemonホール」にて「東京最終公演」を行った。
- アコースティックリクエストFCツアー'08「Zeppで歌わナイト（ハート）〜ここは俺に任せてお前たちは先に行け〜」 ・・長い!!長いっす!!勝手ながら、俺任（おれまか）ツアーと呼ばせていただいておりますが（笑）!!!（2008年9月8日 - 9月24日 6会場7公演）
- 楽天世界遺産劇場『日光東照宮Special Concert』（2008年10月11日・12日）
- コンサートツアー2009『どこまで細部になれるだろう』（2009年4月16日 - 10月12日 47会場51公演）
- アコースティックリクエストFCツアー'09『Zeppで歌わナイト（ハート）〜こんな俺でごねんめm(_ _)m〜』（2009年12月10日 - 12月21日 6会場7公演）
- 森山直太朗ファンクラブツアー2010 『それじゃあみなさん、こんにちは』（2010年6月23日 - 7月18日 11会場12公演）
- コンサートツアー2010『真っ白い鳩を九十九羽飼っていて』（2010年9月1日 - 12月17日 26会場26公演）
- 森山直太朗ファンクラブツアー2011「ロックンロールホスピタル」（2011年6月13日 - 7月10日 10会場12公演）
- コンサートツアー2011『乗り遅れた電車を見送るペンギンよ』（2011年8月20日 - 12月20日 31会場32公演）
- 10thアニバーサリーツアー2012『洪積世ボーイ』（2012年4月27日 - 7月7日 11会場11公演）
- 森山直太朗劇場公演『とある物語』（2012年10月5日 - 11月4日）
w/斉木しげる/清水宏/鶴田真由/点子
- 森山直太朗ファンクラブツアー2012「年男はつらいよ〜直太朗アニバーサリーやつれ」（2012年11月20日 - 12月16日）
- 森山直太朗コンサートツアー2013〜14『自由の限界』（2013年10月19日 - 2014年2月16日）
- コンサートツアー2015『西へ』（2015年1月30日 - 6月24日）
- SPACE SHOWER TV "LIVE with YOU" 〜森山直太朗〜（2016年6月9日）
- ファンクラブツアー2016「わくわく♪お楽しみ会」（2016年6月14日 - 7月27日）
- 森山直太朗 15thアニバーサリーツアー『絶対、大丈夫』（2017年1月27日 - 7月29日）
- 森山直太朗劇場公演『あの城』（2017年9月14日 - 10月1日）

### 出演イベント
- 2003年6月1日 - INGNI presents FUNKY802 14th Anniversary Special Jive the Keys
- 2003年6月21日 - 第3回 うたの日コンサート
- 2004年5月30日 - 80215 special INGNI presents Songs Letters -Dear J-STANDARD-
- 2004年8月6日 - ROCK IN JAPAN FESTIVAL 2004
- 2004年8月28日 - SOUND MARINA 2004 in SAKA 〜Feel the voice 3〜
- 2004年8月29日 - J-WAVE LIVE 2000+4
- 2005年8月21日 - J-WAVE LIVE 2000+5
- 2006年8月18日 - J-WAVE LIVE 2000+6
- 2006年9月17日 - RADIO BERRY ベリテンライブ2006 Special
- 2007年8月18日 - J-WAVE LIVE 2000+7
- 2008年8月2日・9日 - 情熱大陸 SPECIAL LIVE SUMMER TIME BONANZA'08
- 2008年8月17日 - J-WAVE LIVE 2000+8
- 2008年8月18日 - 坂崎幸之助のお台場フォーク村デラックス 第21夜 さだまさしライブ 三十五年坂（崎）
- 2009年8月1日・8日 - 情熱大陸 SPECIAL LIVE SUMMER TIME BONANZA'09
- 2010年7月25日 - お台場合衆国2010〜笑うBayには福きたる!!〜 めざましライブ
- 2010年7月31日・8月7日 - 情熱大陸 SPECIAL LIVE SUMMER TIME BONANZA'10
- 2011年8月5日 - ROCK IN JAPAN FESTIVAL 2011
- 2012年4月10日 - The Birthday Party in Masashi Super Arena -60人のまさしくんWORLD-
- 2013年4月20日 - J-WAVE 25th ANNIVERSARY TOKYO Guitar Jamboree
- 2013年4月28日 - 日比谷野音空想旅団
- 2013年9月14日 - 氣志團万博2013 〜房総爆音梁山泊〜
- 2014年8月14日 - お台場新大陸2014 めざましライブ
- 2014年9月13日 - 氣志團万博2014 〜房総大パニック! 超激突!!
- 2014年10月12日 - ザンジバルナイト 2014
- 2014年11月19日 - The Covers Presents「The Covers'Fes.〜今夜はCover Song Night〜」
- 2015年3月12日 - FFA フォーク・デイズ〜第92章 フォークソングは世代を超えて〜
- 2015年8月5日 - a-nation island 坂崎幸之助のももいろフォーク村デラックス
- 2015年9月19日 - 氣志團万博2015 〜房総! 抗争! 天下無双! 妄想! 狂騒! 大暴走! 〜
- 2016年8月20日 - J-WAVE LIVE SUMMER JAM 2016
- 2016年9月18日 - 氣志團万博2016 〜房総ロックンロール・チャンピオン・カーニバル〜
- 2017年10月29日 - テレビ朝日ドリームフェスティバル2017
- 2018年3月10日 - J-WAVE TOKYO GUITAR JAMBOREE ～YOUNGBLOOD～

## 主な出演

### テレビドラマ
- HERO 第2シリーズ 第1話（フジテレビ、2014年7月14日）大西祐二 役
- 心の傷を癒すということ（NHK総合、2020年1月18日 - 2月8日）安智明 役[10][11]
- 連続テレビ小説 エール（NHK総合、2020年4月1日 - 10月14日）藤堂清晴 役[12][13]
- アクターズ・ショート・フィルム「夜明け」（2021年1月23日、WOWOWプライム）主演[14][15]
- うきわ -友達以上、不倫未満-（テレビ東京、2021年8月9日 - 9月27日）二葉一 役[16]
- ドラマ 地球の歩き方 ニュージーランド「キャンピングカーで巡るマオリの聖地特集 オークランド〜レインガ岬」編（テレビ大阪・BSテレビ東京、2024年3月18日 - 31日） - 主演・森山直太朗（本人） 役[17]

### 映画
- がんばっていきまっしょい（1998年） 三津浜高校ボートクルーA 役（相良直太朗 名義）
- 夏の砂の上（2025年7月4日） - 陣野 役[18]
- 戦争と対話（2025年8月30日公開予定）[19]

### CM
- ウィルコム 企業CM
- アサヒビール 「アサヒスタイルフリー」
  - 『登場篇』（2007年）
  - 『飛行機雲篇』（2007年）- 吹石一恵と共演
- リクルート 「ホットペッパーグルメ」
- キリンビバレッジ 「生茶」
  - 『ピアノ篇』（2019年）- 高橋一生と共演

### NHK紅白歌合戦出場歴
| 年度/放送回                           | 回 | 曲目                   | 出演順 | 対戦相手         |
| ------------------------------------- | -- | ---------------------- | ------ | ---------------- |
| 2003年（平成15年）/第54回             | 初 | さくら（独唱）         | 16/30  | 浜崎あゆみ       |
| 2005年（平成17年）/第56回             | 2  | 風花                   | 08/29  | 藤あや子         |
| 2008年（平成20年）/第59回             | 3  | 生きてることが辛いなら | 18/26  | アンジェラ・アキ |
| * 出演順は「出演順/出場者数」を表す。 |    |                        |        |                  |

第71回（2020年）には山崎育三郎らととも特別出演をし、連続テレビ小説『エール』に関連する楽曲を歌唱。

### 音楽特番
- FNS歌謡祭（フジテレビ）
  - 2003 FNS歌謡祭（2003年12月3日）
  - 2014 FNS歌謡祭（2014年12月3日）
  - 2016 FNS歌謡祭（2016年12月7日）
- FNSうたの夏まつり（フジテレビ）
  - 2014 FNSうたの夏まつり（2014年8月13日）
  - 2016 FNSうたの夏まつり 〜海の日スペシャル〜（2016年7月18日）
- スカパー!音楽祭（BSスカパー!）
  - スカパー!音楽祭 2015（2015年2月25日）
- FNSうたの春まつり（フジテレビ）
  - 2017 FNSうたの春まつり（2017年3月22日）
- ベストアーティスト（日本テレビ）
  - ベストアーティスト2019（2019年11月27日）
- みんなのうた60フェス（2021年5月8日、NHK総合）[20]

### その他テレビ番組
- ポンキッキーズ21内ショートアニメ『シトラスタウン』（フジテレビ、2004年）カルマ 役（声の出演）
- スポーツ酒場 語り亭（NHK BS1、2013年6月1日）
- ラン×スマ 街の風になれ（NHK BS1、2013年7月6日・13日 2014年5月31日・6月7日） 仙台国際ハーフマラソンを完走
- SWITCHインタビュー 達人達（NHK BS1、2014年11月1日）バカリズムと対談
- みいつけた!/みいつけた!さん（NHK Eテレ、2015年 - 、）セモタロウさん 役、トゲやまなおたろう 役（声の出演）
- 突然ですが占ってもいいですか？（2021年5月12日、フジテレビ）[21]

## タイアップ一覧
| 楽曲                                             | タイアップ                                                                          |
| ------------------------------------------------ | ----------------------------------------------------------------------------------- |
| 星屑のセレナーデ                                 | NHK総合 月曜ドラマ『名古屋仏壇物語』エンディングテーマ                              |
| 陽は西から昇る                                   | JDL/日本デジタル研究所『JDL・IBEX出納帳』CMソング                                   |
| 陽は西から昇る                                   | フジテレビ系列『志村流』エンディングテーマ                                          |
| さくら(独唱)                                     | 毎日放送・TBS系列『世界ウルルン滞在記』エンディングテーマ                           |
| さくら(独唱)                                     | NTT企業CMソング                                                                     |
| 夏の終わり                                       | 朝日放送（テレビ朝日系列）『熱闘甲子園』エンディングテーマ                          |
| 夏の終わり                                       | カルビー『夏ポテト』CMソング                                                        |
| 風唄                                             | au『着うた』CMソング                                                                |
| 声                                               | 映画『半落ち』主題歌                                                                |
| 声                                               | 第一生命CMソング                                                                    |
| 「ラジオ・チャリティ・ミュージックソン」のテーマ | NRN系列『第29回ラジオ・チャリティー・ミュージックソン』テーマソング                 |
| 生きとし生ける物へ                               | フジテレビ系列ドラマ『愛し君へ』主題歌                                              |
| 生きとし生ける物へ                               | TBS系列ドラマ『3年B組金八先生 第8シリーズ』挿入歌                                   |
| 今が人生                                         | フジテレビのアテネオリンピック応援歌                                                |
| 時の行方 〜序・春の空〜                          | コカ・コーラ『爽健美茶』CMソング                                                    |
| 風のララバイ                                     | 中部日本放送・愛知万博イメージソング                                                |
| 青い瞳の恋人さん                                 | WILLCOM『AIR-EDGE PRO』CMソング                                                     |
| 高校3年生                                        | TBSドラマ『27歳の夏休み』主題歌                                                     |
| 小さな恋の夕間暮れ                               | 日本テレビ系列『火曜サスペンス劇場』テーマソング（2005年6月 - 9月）                 |
| セツナ                                           | 近畿日本鉄道『2005.夏キャンペーン』CMソング                                         |
| 風花                                             | NHK総合 連続テレビ小説（2005年後期）『風のハルカ』主題歌                            |
| 君は五番目の季節                                 | 山崎製パン2006年企業CMソング                                                        |
| 風になって                                       | 読売テレビ・日本テレビ系列『第30回鳥人間コンテスト選手権大会』イメージソング        |
| 夢みたい 〜だから雲に憧れた〜                    | EPSON『カラリオ』CMソング                                                           |
| Q・O・L                                          | 『WOWOWヨーロッパサッカー』イメージソング                                           |
| Q・O・L                                          | JR東日本企業CMソング                                                                |
| 太陽のにほひ                                     | アサヒビール発泡酒『スタイルフリー』CMソング                                        |
| バース@デイ〜ひとりぼっちの応援歌〜              | 『リーガ・エスパニョーラ』イメージソング                                            |
| 未来 〜風の強い午後に生まれたソネット〜          | 映画『初雪の恋 ヴァージン・スノー』主題歌                                           |
| スノウドロップ                                   | テレビ朝日系列『ビートたけしのTVタックル』エンディングテーマ                        |
| 星がキレイな夜だから                             | BS朝日『EARTH friendly MEDIA みんなアーシスト・キャンペーン』テーマソング           |
| 花                                               | フジテレビ系列『金曜プレステージ・鯨とメダカ』エンディングテーマ                    |
| 生きてることが辛いなら                           | 学校法人モード学園『首都医校・大阪医専・名古屋医専』CMソング                        |
| 生きてることが辛いなら                           | クロスカンパニー『アースミュージックアンドエコロジー』CMソング                      |
| 花鳥風月                                         | テレビ朝日系列『土曜ワイド劇場』エンディングテーマ（2010年7月 - ）                  |
| 若者たち                                         | フジテレビ開局55周年記念ドラマ『若者たち2014』主題歌                                |
| 五線譜を飛行機にして                             | 映画『ゴッドタン キス我慢選手権 THE MOVIE2 サイキック・ラブ』主題歌                 |
| みんなおんなじ                                   | NHK Eテレ『みいつけた!』エンディングテーマ                                          |
| 糧                                               | テレビ東京系『ワールドビジネスサテライト』エンディングテーマ                        |
| 人間の森                                         | フジテレビONE/TWO/NEXT × J:COM 共同制作 連続ドラマ『記憶』主題歌                    |
| 罪の味                                           | 日清食品『ぶっこみ飯』コラボレーション楽曲                                          |
| 花の名前                                         | 成城学園 創立100周年記念歌                                                          |
| さくら（二〇一九）                               | 日本テレビ系連続ドラマ『同期のサクラ』主題歌                                        |
| ありがとうはこっちの言葉                         | テレビアニメ『ソマリと森の神様』オープニングテーマ                                  |
| 落日                                             | 映画『望み』主題歌                                                                  |
| さくら（二〇二〇合唱）                           | カロリーメイト「見えないもの」篇CMソング                                            |
| 遠くへ行きたい                                   | 読売テレビ・日本テレビ系列「遠くへ行きたい」テーマ曲                                |
| カク云ウボクモ                                   | 「心の傷を癒すということ<劇場版>」主題歌                                            |
| それは白くて柔らかい                             | テレビ東京系 ドラマ24「スナック キズツキ」エンディングテーマ                        |
| 花(二〇二一)                                     | 公益社団法人 日本芸能実演家団体協議会 「2021年度 JAPAN LIVE YELL project 」テーマ曲 |
| 茜                                               | 日本テレビ系水曜ドラマ『家庭教師のトラコ』主題歌                                    |
| さもありなん                                     | 映画『ロストケア』主題歌                                                            |
| ロマンティーク                                   | テレビアニメ『オチビサン』主題歌                                                    |

## ミュージック・ビデオ
| 監督           | 曲名 |
| -------------- | --- |
| 石牧ナト       | 「小さな恋の夕間暮れ」 - YouTube                                                                                          |
| 大橋洋生       | 「フォークは僕に優しく語りかけてくる友達」 - YouTube「花鳥風月」                                                          |
| 御徒町凧       | 「生きとし生ける物へ」 - YouTube                                                                                          |
| カメヤマサトシ | 「太陽のにほひ」 - YouTube                                                                                                |
| 川村ケンスケ   | 「風になって」 - YouTube                                                                                                  |
| groovisions    | 「今が人生〜飛翔編〜」 - YouTube                                                                                          |
| 新谷祐一       | 「恋しくて」 - YouTube |
| 直             | 「未来 〜風の強い午後に生まれたソネット〜」 - YouTube「涙」 - YouTube                                                     |
| 土屋隆俊       | 「どこもかしこも駐車場」 - YouTube「若者たち」 - YouTube 「日々」 - YouTube「生きる（って言い切る）」「12月 (2016 ver.)」 |
| 西川修司       | 「雨だけど雨だから」 |
| NICK SMITH     | 「夢みたい 〜だから雲に憧れた〜」 - YouTube                                                                               |
| 牧鉄馬         | 「さくら（独唱）」 - YouTube「夏の終わり」 - YouTube「生きてることが辛いなら」 - YouTube「太陽」 - YouTube                |
| 森山直太朗     | 「諸君」 - YouTube |
| 山口保幸       | 「12月」 - YouTube「スノウドロップ」 - YouTube「君は五番目の季節」 - YouTube「時の行方〜序・春の空〜」「風花」 - YouTube  |
| 和田泰宏       | 「星屑のセレナーデ」 - YouTube「陽は西から昇る」 - YouTube                                                                |
| 不明           | 「いつかさらばさ」「街路樹」                                                                                              |